# Eternal White
Singles de MAX
Spring Rain
(2002) Festa
(2003)
Eternal White (titré : eternal white ) est le 24e single du groupe MAX.

## Présentation
Le single sort le 20 novembre 2002 au Japon sous le label avex trax, neuf mois après le précédent single du groupe, Spring Rain. Il atteint la 20e place du classement des ventes de l'Oricon, et reste classé pendant cinq semaines. Vendu à quelque 15 000 exemplaires, il est alors son single le moins vendu à l'exception des deux premiers (sortis en 1995), bien que mieux classé que le précédent.
C'est le premier single du groupe sans Mina, qui a quitté le groupe à la suite de sa grossesse à la sortie du précédent single, désormais remplacée par Aki (elle reprendra sa place six ans plus tard en 2008).
Il contient deux chansons originales et leurs versions instrumentales. La chanson-titre figurera finalement sur le cinquième album original du groupe, Jewel of Jewels, qui sortira trois ans et demi plus tard en 2006. La deuxième chanson du single, Another Truth, restera inédite en album.

## Liste des titres
| CD    | CD                                               | CD                                         | CD    | CD | CD | CD | CD | CD | CD |
| No    | Titre                                            | Paroles / Musique et (ou) arrangements     | Durée |    |    |    |    |    |    |
| ----- | ------------------------------------------------ | ------------------------------------------ | ----- | -- | -- | -- | -- | -- | -- |
| 1.    | Eternal White (eternal white)                    | Yusuke Toriumi (rap : Nana) / Keiichi Ueno | 4:33  |    |    |    |    |    |    |
| 2.    | Another Truth                                    | Mizue / Miki Watanabe / Masaki Iehara      | 3:45  |    |    |    |    |    |    |
| 3.    | Eternal White (Instrumental) (eternal white ...) | (...) / Keiichi Ueno                       | 4:32  |    |    |    |    |    |    |
| 4.    | Another Truth (Instrumental)                     | (...) / Miki Watanabe / Masaki Iehara      | 3:45  |    |    |    |    |    |    |
| 16:35 |                                                  |                                            |       |    |    |    |    |    |    |

## Crédits
- Direction : Kenichi Sakagami, Motohiko Kohno
- Masterisation : Tetsuya Yamamoto
- Enregistrement : Kenichi Nakamura
- Mixage : Kenichi Nakamura (titres 2, 4), Koji Morimoto (titres 1, 3)